# VJTI、ムンバイ
ビールマータジジャー・バーイー工科大学 (VJTI)は 、インド、マハーラーシュトラ州、ムンバイ中部に本部とキャンパスを置く、公立大学である。 1887年に当時のイギリス領インド帝国のビクトリア女王の50年目の誕生日を祝賀する行事の一環で、ビクトリア・ジュビリー技術大学として設立され、1997年1月26日に、現在の名称に改名した。
マハーラーシュトラ州の高等教育制度においては、独自の組織運用や教育課程を定めるなど一定の自律性が与えられているが、ムンバイ大学の一部であり、卒業証書はムンバイ大学 から発行される。ムンバイ大学と同様に、マハーラーシュトラ州政府の公立大学であり、州政府から財政支援を受けている。
2004年に自治権を授与されてからは、理事会によって運営されている。 州の工科・工学大学のなかに中心的な存在とされる。 学士、修士と博士の学位を授与している。

## 学部・研究科
学位を授与する学部・研究科は以下の９つである。
- 土木工学
- 構造工学
- 計算機科学、情報技術
- コンピュータアプリケーション修士（MCA）
- 電気工学
- 機械工学
- 生産工学
- 繊維学
- 応用化学

上記に加えて、学位を授与しないプログラムとして、数学、物理学、人文科学・経営管理の3プログラムがある。